# Чемпионат России по вольной борьбе 2012
Чемпионат России по вольной борьбе 2012 года проходил с 25 по 27 мая в Санкт-Петербурге, отборочный на летние Олимпийские игры в Лондоне.

## Медалисты
| Категория | Золото                                 | Серебро                       | Бронза                                                           |
| --------- | -------------------------------------- | ----------------------------- | ---------------------------------------------------------------- |
| До 55 кг  | Джамал Отарсултанов Московская область | Виктор Лебедев Красноярск     | Нариман Исрапилов Дагестан Сюрюн Омак Новосибирская область      |
| До 60 кг  | Бесик Кудухов Северная Осетия          | Опан Сат Красноярск           | Бато Бадмаев Бурятия Александр Богомоев Москва                   |
| До 66 кг  | Алан Гогаев Северная Осетия            | Адам Батиров Дагестан         | Сослан Рамонов Северная Осетия Мулид Лампежев Кабардино-Балкария |
| До 74 кг  | Денис Царгуш Москва                    | Адам Сайтиев Красноярск       | Гаджи Гаджиев Дагестан Камал Маликов Дагестан                    |
| До 84 кг  | Анзор Уришев Кабардино-Балкария        | Альберт Саритов Красноярск    | Георгий Рубаев Северная Осетия Ахмед Магомедов Дагестан          |
| До 96 кг  | Абдусалам Гадисов Дагестан             | Хаджимурат Гацалов Москва     | Шамиль Ахмедов Дагестан Ибрагим Саидов Дагестан                  |
| До 120 кг | Билял Махов Дагестан                   | Алан Дзампаев Северная Осетия | Эдуард Базров Северная Осетия Курамагомед Курамагомедов Дагестан |